# Antonino Trapani
Antonino Trapani (Palermo, 29 maggio 1952) è un ex calciatore italiano, di ruolo portiere.

## Carriera
Cresciuto nella Bacigalupo di Palermo, a vent'anni si trasferisce al Marsala in Serie D
Dal 1974 al 1979 ha vestito la maglia del Palermo, scendendo in campo 119 volte tutte in Serie B, subendo 87 reti. Nella stagione 1974-1975 non subì reti per 765 minuti.
Nella stagione 1979-1980 ha militato in Serie A con la maglia del Catanzaro, collezionando 6 presenze. Giocherà poi nel Varese.
Si ritira a causa di un malanno fisico, quindi apre un ristorante a Parigi.